# Tachina vernalis
Tachina vernalis là một loài ruồi trong họ Tachinidae.